# Municipio de Union (condado de Fayette, Ohio)
El municipio de Union (en inglés: Union Township) es un municipio ubicado en el condado de Fayette en el estado estadounidense de Ohio. En el año 2010 tenía una población de 3733 habitantes y una densidad poblacional de 29,44 personas por km².

## Geografía
El municipio de Union se encuentra ubicado en las coordenadas 39°33′43″N 83°28′27″O / 39.56194, -83.47417. Según la Oficina del Censo de los Estados Unidos, el municipio tiene una superficie total de 126.82 km², de la cual 126,69 km² corresponden a tierra firme y (0,1 %) 0,12 km² es agua.

## Demografía
Según el censo de 2010, había 3733 personas residiendo en el municipio de Union. La densidad de población era de 29,44 hab./km². De los 3733 habitantes, el municipio de Union estaba compuesto por el 95,79 % blancos, el 1,29 % eran afroamericanos, el 0,21 % eran amerindios, el 0,64 % eran asiáticos, el 0,83 % eran de otras razas y el 1,23 % eran de una mezcla de razas. Del total de la población el 1,88 % eran hispanos o latinos de cualquier raza.